# Samuel Stopford
Samuel Stopford (ur. 1998) – brytyjski śpiewak operowy (tenor).
Absolwent Królewskiej Akademii Muzycznej w Londynie. Ukończył również Internationale Meistersinger Akademie. Laureat I nagrody XII Międzynarodowego Konkursu Wokalnego im. Stanisława Moniuszki w 2025.
W sezonie artystycznym 2024/2025 dołączył do Studia Operowego Bayerische Staatsoper w Monachium, w którym występował w rolach m.in: Arturo w Łucji z Lamermooru i Pierwszy Zbrojny/Drugi Kapłan w Czarodziejskim flecie. Występował także na Festiwalu w Salsburgu (Young Singers Project w 2024) w inscenizacji Gracza Prokofiewa, a z repertuarem koncertowym także na stadionie Centrum Sportowego Shenzen Universiade, który na żywo oglądało 12 tysięcy widzów, a korzystając ze streamingu kolejne 1.2 miliona osób.